# Mengjia (sockenhuvudort i Kina, Heilongjiang Sheng, lat 46,06, long 126,55)
Mengjia (kinesiska: 孟家, 孟家乡) är en sockenhuvudort i Kina. Den ligger i provinsen Heilongjiang, i den nordöstra delen av landet, omkring 35 kilometer norr om provinshuvudstaden Harbin. Antalet invånare är 33 554. Befolkningen består av 16 486 kvinnor och 17 068 män. Barn under 15 år utgör 13,0 %, vuxna 15-64 år 79 %, och äldre över 65 år 6,0 %.
Runt Mengjia är det ganska tätbefolkat, med 248 invånare per kvadratkilometer. Närmaste större samhälle är Hulan, 9,3 km söder om Mengjia. Trakten runt Mengjia består till största delen av jordbruksmark.
Genomsnittlig årsnederbörd är 768 millimeter. Den regnigaste månaden är juli, med i genomsnitt 204 mm nederbörd, och den torraste är januari, med 7 mm nederbörd.